# Партош
Партош (рум. Partoș) насеље је у Румунији у округу Тимиш у општини Банлок. Oпштина се налази на надморској висини од 79 m.

## Историја
У списку папског десетка (десетара) 1332-1336. године ту је била римокатоличка плебанија (парохија) Партош. Место се налази на простору између Тамиша и Брзаве. Године 1401. јавља се властелин Никола Шомоњи као партошки власник. Власништво над селом је прелазило из руке у руку. Тако се 1406. године помиње Фодор Јанош "от Партош" (или Бартос) као "краљев човек", а то исто је био 1415. године адвокат Паул. Године 1418. јавља се Андреас "от Партош" у вези неке парнице, а 1481. године у једном протесту учествују Паулови синови, Имре и Андреас "от Партоша". Постојала су 1481. године два места са различитим становништвом, Мађарпартош (Мађари) и Тотпартош (Словени), који су се спојили у једно. По "Румунској енциклопедији" као власници помињу се и племићи Драшковићи, Карачоњи и други.
Срби се ту насељавају од 15. века, када их угарски краљ Матија 1481-1483. године насилно премешта. Српски деспоти су сазидали православни манастир Партош посвећен Св. арханђелима Гаврилу и Михајлу. Сместили су ту калуђере који су прешли преко Дунава са избеглим народом.
По изјавама прњавораца из 1778. године, прњавор Партош је на манастирском земљишту населио кметовима почетком 18. века (након протеривања Турака) игуман Христифор. Међу првим насељеницима били су четрнаестогодишњи пастир Жива Субин и његов отац.
Године 1717. након ослобођења од Турака у Партошу је пописано 18 домова. Према порезном попису из 1743. године становници манастирског прњавора били су Срби. Половином 18. века Румуни су преплавили Банат, мењајући етнички карактер простора. Стигли су из Физеша, Шашдије и Тополе, као и Крашовске жупаније. Према извештају Чаковачког управног звања у месту Партошу је 12. децембра 1757. године било 29 влашких породица, манастирских кметова, који су били ослобођени свих терета (осим десетка), да би радили за манастир бесплатно. Помињу се поименце манастирски прњаворци, Партошани 4. јануара 1758. године када су сведочили о манастирској имовини: Думитар Мартиновић, Јанош Кошничар, Иван и Радивој Балатад. Приликом пописа манастира 1772. године констатовано је да има тада 57 прњавораца из села Партош, који раде манастирске усеве. Њихов десетак је дат држави а 544 ф. 30 новчића је ишло за друге порезе. Партошани су радили бесплатно и за манастир Св.Ђурђа, а број радних дана је износио 3648. Аустријски царски ревизор Ерлер је 1774. године констатовао да Партош припада Јаручком округу и Чаковачком дистрикту. Ту је и  православни манастир, а становништво је претежно влашко.

## Укидање статуса манастирског прњавора
Према извештају Илирске дворске депутације од 1776. године, прњавор манастирски се састоји од 64 куће са 245 душа. Од првобитног земљишног поседа манастира Партоша, 3083 јутра држава је доделила прњаворцима 1569 јутара а 1278 јутара узео је за себе ерар. Тај мањи тал се односио на манастирску земљу која се налазила далеко, између села Овсенице и Банлака. По плану прњавор Партош би добио са укидањем манастира и здање од цигље за становање, исушени део мочваре за земљишну сесију као и православну цркву, подигнуту 1764. године. Манастир је морао без икакве накнаде да уступи нову цркву селу Партош. Прво ћелијско здање је опредељено за парохијски стан, а друго за школу. Манастирску крчму је откупила држава за стан шумарев. Остала манастирска здања имала су да се сруше, а грађевински материјал однесе.
После укидања православног манастира Партоша 1777. године, његов храм је постао парохијални. Калуђери су им морали уступити неке своје богослужбене књиге, утвари и сасуди. Наставило је трајање само насеље Партош, без манастира. У манастиру Партошу је 1. новембра 1778. године боравила трочлана црквена комисија коју су чинили архимандрити Бездина и Св.Ђурђа и игуман војловачки. Испитали су три сведока становника прњавора Партоша а у вези историјата манастира, са циљем да ако већ мора бити укинут манастир Партош имовина му се не сме закинути, јер припада православној цркви. Сведочили су православни мештани: Жива Субин, Никола Филиповић и Јанош Гетман. Убрзо по укидању манастирског статуса 1782. године, жебељски протопоп Јован Шубоњ ангажовао је зографа поп Стефана Богословића да ослика икону, за капелу уз бившу манастирску цркву, где је сахрањен митрополит Јосиф Темишварски.
Ту је 1797. године записан само један свештеник. Парох, поп Матеј Радаков, рукоположен 1777. године служио се српским и румунским језиком. Почетком 19. века било је у Партошу још 30 српских кућа, чији су се укућани убрзо порумунили.
О некадашњем српском присуству у месту сведоче бројни српски топоними. Месни парох, поп Јоаким Радак је 1847. године претплатник једне српске књиге. Као капелан Радаковић помиње се исти 1818. године када је купио једну педагошку књигу на румунском језику.

## Савремено доба
Почетком 20. века у месту живи 80 Срба, са 30 домова. Године 1929. Партош је припојен селу Топола. Од парохијске цркве двапут у 20. веку је поново отваран, сада румунски православни манастир; прво 1944. године, када постаје женски а након државног "рушења" поново реактивиран 2008. године, али као мушки. Уз манастирско здање у Партошу, у згради званој "Дом краљице Елизабете", отворени су 2012. године музеј и библиотека, у оквиру Културног центра.

## Становништво
Према подацима из 2021. године у насељу је живело 433 становника.

### Попис2002.
| Расподела становништва по националности 2002.‍ | Расподела становништва по националности 2002.‍ | Расподела становништва по националности 2002.‍ | Расподела становништва по националности 2002.‍ | Расподела становништва по националности 2002.‍ |
| --------------------------------------------- | --------------------------------------------- | --------------------------------------------- | --------------------------------------------- | --------------------------------------------- |
|                                               |                                               |                                               |                                               |                                               |
| Румуни                                        | Румуни                                        |                                               | 252                                           | 62,7%                                         |
| Мађари                                        | Мађари                                        |                                               | 84                                            | 20,9%                                         |
| Роми                                          | Роми                                          |                                               | 66                                            | 16,4%                                         |